# Nemeskajal
Nemeskajal (1899-ig Kajal, szlovákul Kajal) község Szlovákiában, a Nagyszombati kerületben, a Galántai járásban.
Kiskajal és Óny puszta (1283 Ouun/ Own) tartozik hozzá.

## Fekvése
Galántától 5 km-re keletre fekszik, szomszédos települései Tósnyárasd és Vágkirályfa. A település közelében található a Vág felduzasztásából létesített Vágkirályfai víztározó.

## Története
Harcosgyepi-dűlőjében a középkorban valószínűleg határőrfalu volt.
A mai települést 1297-ben említik először. Mozgalmas története során többször pusztították hadak és katasztrófák. A falu legrégibb ismert pecsétje 1855-ből származik. Pecsétjén késő gótikus pajzsban kardot tartó lovas, a pajzs fölött sisak, rajta kardot tartó kar. A körirat szövege: Nemes Kajal helység 1855. Iskolájának legkorábbi említése 1790-ből származik.
Vályi András szerint "KAJAL. Magyar nemes falu Posony Várm. földes Urai c. Boronkay, és több Uraságok, lakosai katolikusok, és más vallásúak, Plébániája 1780dikban állíttatott fel; és az előtt Galántához tartozott, G. Batthyáni Fülep nevezetes fundátziót tett a’ Plébánusnak tartására, fekszik Galántához 2/4 mértföldnyire, határja középszerű, réttye, erdeje van."
Fényes Elek szerint "Kajal, magyar falu, Pozsony vmegyében, Galanthához keletre 1 órányira. Lakja 986 kath., 165 evang., 26 reform., 28 zsidó. Kath. paroch. templom. Sok rét és legelő; nagy juhtenyésztés. F. u. többen. Ut. p. Szered."
A trianoni békeszerződésig Pozsony vármegye Galántai járásához tartozott.
A második világháború után a szlovák–magyar lakosságcsere keretében magyar lakosainak egy részét áttelepítették Magyarországra és a helyükre magyarországi szlovákok települtek.

## Népessége
| Év:            | 1994. | 2004.   | 2014.   | 2024.   |
| -------------- | ----- | ------- | ------- | ------- |
| Emberek száma: | 1321  | 1451    | 1543    | 1549    |
| Eltérés:       |       | +9,84 % | +6,34 % | +0,38 % |

| Év:            | 2023. | 2024.   |
| -------------- | ----- | ------- |
| Emberek száma: | 1561  | 1549    |
| Eltérés:       |       | -0,76 % |

1880-ban 1440 lakosából 1302 magyar és 30 szlovák anyanyelvű volt.
1890-ben 1487 lakosából 1455 magyar és 28 szlovák anyanyelvű volt.
1900-ban 1465 lakosából 1454 magyar és 9 szlovák anyanyelvű volt.
1910-ben 1457 lakosából 1449 magyar és 7 szlovák anyanyelvű volt.
1921-ben 1506 lakosából 1490 magyar és 9 csehszlovák volt.
1930-ban 1575 lakosából 1472 magyar és 60 csehszlovák volt.
1941-ben 1516 lakosából 1512 magyar és 4 szlovák volt.
1970-ben 1702 lakosából 1370 magyar és 327 szlovák volt.
1980-ban 1493 lakosából 1189 magyar és 296 szlovák volt.
1991-ben 1306 lakosából 1049 magyar és 249 szlovák volt.
2001-ben 1417 lakosából 1004 magyar és 358 szlovák volt.
2011-ben 1499 lakosából 891 magyar, 496 szlovák, 11 cigány, 4 cseh, 3-3 ukrán és német, 2 ruszin, 1 horvát és 88 ismeretlen nemzetiségű volt.
2021-ben 1554 lakosából 783 (+47) magyar, 3 (+6) cigány, 616 (+29) szlovák, 2 (+1) ruszin, 13 egyéb és 137 ismeretlen nemzetiségű volt.

## Nevezetességei

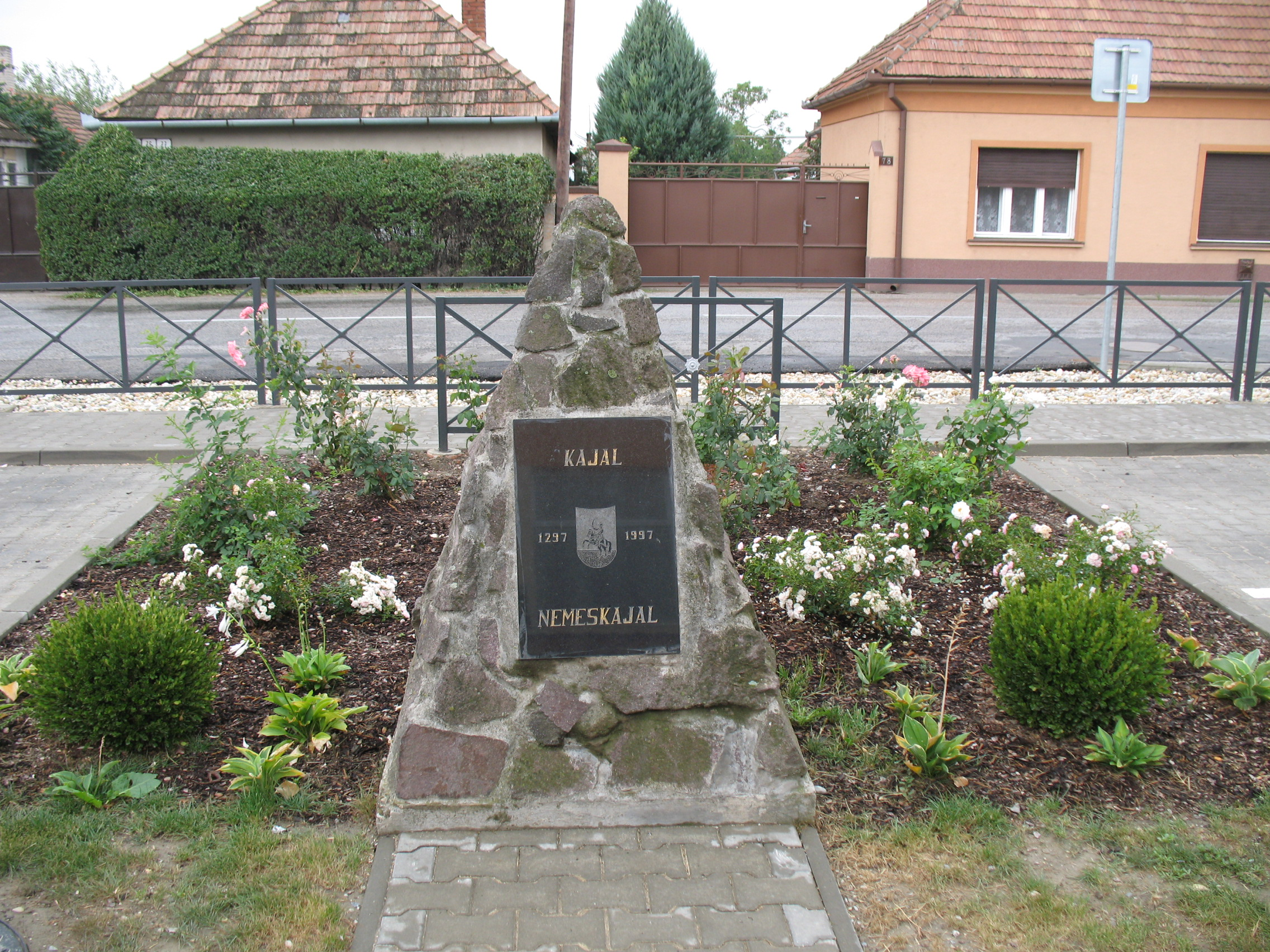
A település 700. évfordulójára átadott emlékmű (1297–1997)

- Római katolikus temploma (Szentolvasó Királynője) a 16. században épült reneszánsz stílusban.[9] A 19. század végén teljesen átépítették, ekkor nyerte el mai formáját. Utolsó rekonstrukciója 1992-1995 között történt.
- Evangélikus templomát 1898-ban építették neogótikus stílusban. 1995 és 1998 között restaurálták.
- Művelődési házát 2012-ben újították fel.
- Egy ideig itt éltek Petőfi Sándor apai felmenői.[10]

## Neves személyek
- Itt született 1879. november 8-án Szokolay Antal teológus, esztergomi kanonok.[11]
- Itt született 1921. március 21-én Chemez Árpád festőművész.
- Itt született 1925. május 25-én Meisel Tibor vegyészmérnök, egyetemi tanár, a kémiai tudományok doktora.

## Oktatás
- Iskola: Nemeskajali Magyar Tannyelvű Alapiskola 1.-4.
- Óvoda: Nemeskajali Magyar Tannyelvű Óvoda

## Kulturális élete
- Szürke ló Színjátszókör

## Galéria
- Alapiskola
- Nepomuki Szent János-szobor
- Kopjafák a templom mögött, balról jobbra: az 1848–49-es forradalom és szabadságharc 150. évfordulója, a település 700. évfordulója, 1948-as kitelepítés
- Kereszt 1918-ból

## Külső hivatkozások
- Hivatalos oldal
- Községinfó
- Nemeskajal a Google Maps-on
- Nemeskajal Szlovákia térképén
- E-obce.sk Archiválva 2007. október 31-i dátummal a Wayback Machine-ben